# Cordey
Cordey – miejscowość i gmina we Francji, w regionie Normandia, w departamencie Calvados.
Według danych na rok 1990 gminę zamieszkiwało 147 osób, a gęstość zaludnienia wynosiła 33 osoby/km² (wśród 1815 gmin Dolnej Normandii Cordey plasuje się na 739. miejscu pod względem liczby ludności, natomiast pod względem powierzchni na miejscu 926.).